# Вибіг стругу
Ви́біг стру́гу (рос. выбег струга, англ. motion of a planer under its own momentum; англ. planer output; нім. Hobel-Auslauf m) — у гірництві — довжина шляху, на котрому відбувається переміщення стругового виконавчого органу при відключених приводах.
Вибіг стругу фіксується комплексом апаратів регулювання стругом, наприклад, типу АРУС.1М чи аналогами. 